# Motionless
Albums de Chokebore
Anything Near Water
(1995)
Motionless est le premier album de Chokebore. Sorti en 1993 chez Amphetamine Reptile Records aux États-Unis (format CD, vinyle et cassette audio : catalogue AmRep 020) et en Europe (format CD et vinyle : catalogue ARR 43/289), cet album a été réédité en 1998 chez Boomba Rec, uniquement en Europe et au format CD (catalogue : BOOMBA 005-2), puis chez Pale Blue, toujours uniquement en Europe et au format CD, en 2003 (catalogue : pale blue 003).

## Titres
1. Shine (1:57)
2. Never (2:09)
3. Van McCoy (3:25)
4. Spear (2:53)
5. Motionless (3:52)
6. 2nd Song (1:48)
7. Nguyan (3:24)
8. Coat (1:34)
9. So Sour (3:22)
10. Sãdãvia (3:09)
11. 60,000 Lbs (2:54)
12. Hit Me (2:46)
13. Line Crush (3:18)
14. Cleaner (2:03)

## Commentaires
Le line-up de Chokebore crédité sur cet album est le suivant : Troy Von Balthazar est crédité en tant que Troy, James Kroll en tant que James, Jonathan Kroll en tant que Jon et Johnee Kop en tant que Jungle Boy.
Le titre Cleaner (14e et dernière plage) sera repris par Chokebore sur l'album suivant Anything Near Water en 1995.
Cet album contient Coat, première chanson de Chokebore ayant bénéficié d'un clip pour sa promotion. Coat était très régulièrement jouée aux concerts de Chokebore tout au long de leur carrière.
Quatre titres de cet album avaient déjà été édités et commercialisés sous le nom de Dana Lynn. Il s'agit de Shine, VanMcCoy et Sãdãvia, sur le single Guns. La chanson Sãdãvia s'y appelait alors plus simplement Sadavia. Le quatrième titre est Line Crush qui peut se retrouver sur la compilation Explicit Sk8rok Volume 10, sortie en 1991.

## Référence
1. ↑  Chokebore - Chroniques de Motionless / Anything Near Water (Rééditions) de Chokebore, Lyonel Sasso, Magic n°176, octobre 2013.